# Taraxacum expansum
Taraxacum expansum — вид квіткових рослин з родини айстрових (Asteraceae). Вид зростає в Європі: Фінляндія, Польща, північнозахідновропейська Росія; це багаторічна рослина помірних біомів.